# Lista över borgmästare i Trosa
Detta är en lista över staden Trosa stads borgmästare.

## Borgmästare i Trosa
Borgmästare i Trosa stad före 1971.

### Borgmästare
| Ämbetstid | Namn                  | Levnadstid | Övrigt |
| --------- | --------------------- | ---------- | ------ |
| 1719–1737 | Gustaf Stålbom        | 1669–1737  |        |
| 1738–1750 | Jacob Stålbom         | –1750      |        |
| 1750–1770 | Johan Brunsell        | 1718–1770  |        |
| 1787–1802 | Adam Fredrik Falckman | 1753–1802  |        |